# Troy (Missouri)
Troy város az USA Missouri államában, Lincoln megyében, melynek megyeszékhelye is. Lakosainak száma 12 686 fő (2020. április 1.).

## Népesség
A település népességének változása:
| Lakosok száma | 611  | 10 540 | 12 686 |
|               | 1860 | 2010   | 2020   |